# Hogan Lovells
Hogan Lovells è uno studio legale internazionale britannico-statunitense, nono al mondo per fatturato, con sedi a Londra e Washington e 47 uffici tra Stati Uniti, Europa, America Latina, Medio Oriente, Africa e Asia.

## Storia
La società è stata costituita il 1º maggio 2010 dalla fusione dello studio legale statunitense Hogan & Hartson, fondato nel 1904, e dell'omologo britannico Lovell, fondato nel 1899.
Nel dicembre 2013, Hogan Lovells si è fusa con la società sudafricana Routledge Modise di Johannesburg, costituendo quest'ultima la prima sede fisica di Hogan Lovells in Africa (sebbene l'azienda mantenesse già una presenza nell'Africa francofona attraverso il suo ufficio di Parigi).
Nel 2020, lo studio ha realizzato un fatturato di 2,308 miliardi di dollari.

## In Italia
Lo studio è presente in Italia con un ufficio a Milano, nei pressi di Piazza Affari, ed uno a Roma, in prossimità di Villa Borghese.